# Fosfolipidă

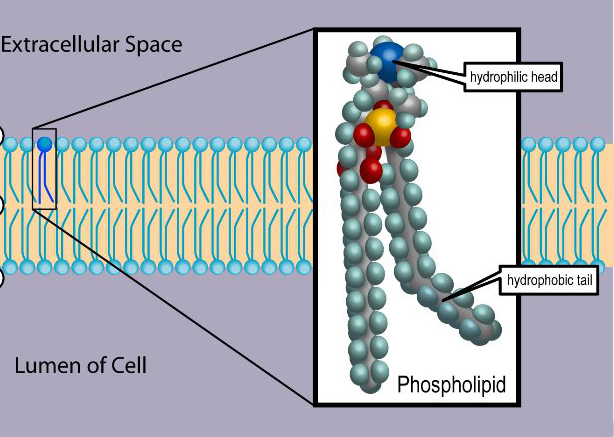
Aranjamentul fosfolipidelor în membrana celulară

Fosfatidilcolina este componenta principală a lecitinei. Este, de asemenea, o sursă de colină pentru sinteza acetilcolinei în neuronii colinergici.

Fosfolipidele sunt lipide complexe fosforilate, care reprezintă componenta principală a membranelor celulare. Sunt constituite dintr-o moleculă de glicerol, esterificată cu 2 acizi grași și un rest fosfat. Majoritatea fosfolipidelor au un acid gras saturat pe o catenă, și unul nesaturat pe cealaltă.  Fosfolipidele astfel pot fi caracterizate ca trigliceride, în care un acid gras este înlocuit de un rest fosfat provenit din acid fosforic. De restul fosfat se mai pot atașa alte grupe chimice, precum cele azotate.  
Fosfolipidele au un caracter amfipatic, adică conțin o parte hidrofilă și o parte hidrofobă. 

## Clasificarea
Fosfolipidele se împart în 2 categorii principale:
- Glicerofosfolipide, bazată pe glicerol.
- Fosfosfingolipide, bazate pe sfingozină.

### Diacilgliceride
Vezi și Glicerofosfolipidă
- Acid fosfatidic (fosfatidat) (PA)

Principalele lipide membranare: fosfatidilcolină (PtdCho); fosfatidiletanolamină (PtdEtn); fosfatidilinozitol (PtdIns); fosfatidilserină (PtdSer).

- Fosfatidiletanolamină (cefalină) (PE)
- Fosfatidilcolină (lecitină) (PC)
- Fosfatidilserină (PS)
- Phosphoinozitide:
  - Fosfatidilinozitol (PI)
  - Fosfatidilinozitol fosfat (PIP)
  - Fosfatidilinositol (4,5)-bisfosfat (PIP2)
  - Fosfatidilinositol (3,4,5)-trisfosfat (PIP3)

### Fosfosfingolipide
Vezi și Sfingolipidă
- Ceramidă fosforilcolină (sfingomielină) (SPH)
- Ceramidă fosforiletanolamină (sfingomielină) (Cer-PE)
- Ceramidă fosforillipidă